# Festival de cerveja
Um festival de cerveja ou festival da cerveja é um festival dedicado ao consumo de cerveja, embora em geral inclua também espectáculos e outros eventos. 
O mais conhecido exemplo é a Oktoberfest, de Munique, na Alemanha, mas existem festivais da cerveja em muitos países do mundo, muitas vezes sem qualquer ligação à cultura alemã: na Ásia por exemplo,  costuma ocorrer um festival anual de cerveja, o Beerfest Asia, que foi organizado pela primeira vez em 2008, e atrai milhares de pessoas.